# Выборы в Архангельское областное собрание депутатов (2023)
Выборы депутатов Архангельского областного собрания депутатов (АОСД) восьмого созыва состоялись в Архангельской области (включая Ненецкий автономный округ) в единый день голосования 10 сентября 2023 года. В этот же день в Архангельской области прошли выборы представительных органов власти (по смешанной избирательной системе) в муниципальных образованиях, в том числе в городскую думу Архангельска. В день голосования также прошли также выборы в Собрание депутатов Ненецкого автономного округа.
Выборы состоялись по смешанной (параллельной) избирательной системе: из 47 депутатов 23 депутата избрались по партийным спискам (пропорциональная система), а ещё 24 депутата — по одномандатным округам (мажоритарная система). Для попадания в Собрание депутатов по пропорциональной системе партиям было необходимо преодолеть 5 % барьер. Партии, набравшие на выборах от 5 % до 7 %, получают по 1 мандату. Срок полномочий Собрание депутатов восьмого созыва — пять лет.
На 1 июля 2022 года в Архангельской области было зарегистрировано 860 557 избирателей. Средняя норма представительства избирателей на один депутатский мандат — 35 857 человек.

## Участники
До выборов были допущены 8 партий: Единая Россия, ЛДПР, КПРФ, СРПЗП, Новые люди, Коммунисты России, Зелёные и Родина. Эти выборы были отличны тем, что от партии Зелёные не выдвигался ни один кандидат по одномандатным округам. Более того, в выборах не участвовал ни один беспартийный кандидат. Что также отличило это выборы, так это участие новой партии Новые люди и её проход в региональный парламент с одним депутатом.

## Результаты
Результаты выборов оказались спорными. По окончательным итогам выборов, в 3-м округе Архангельска победил кандидат от Единой России Илья Иванкин, хотя, без учёты ДЭГ, победителем мог стать кандидат от СРПЗП Олег Черненко. В 6-м (Архангельск) и 9-м округах (Северодвинск) победили два кандидата не от Единой России, несмотря на то, что по ДЭГ (без учёта голосов на физических избирательных участках) победителем был бы кандидат от Единой России.